# Barca di Gazzolo
Barca di Gazzolo is een plaats (frazione) in de Italiaanse gemeente Borzonasca.